# تشاك براون
تشاك براون (بالإنجليزية: Chuck Brown)‏ هو سياسي أمريكي، ولد في 3 أبريل 1951 في أبليتون في الولايات المتحدة، وتوفي بنفس المكان في 14 أغسطس 2003. حزبياً، نشط في حزب العمال المزارعين الديمقراطيين في مينيسوتا والحزب الديمقراطي. وقد انتخب عضو مجلس نواب مينيسوتا.